# 2 + 2 = 5
La expresión «2 + 2 = 5» o «dos más dos es igual a cinco» se utiliza a veces como un breve sofisma destinado a perpetuar una ideología política. También ilustra la naturaleza de la lógica formal, que estudia los mecanismos de razonamiento, independientemente de la sustancia a la que se pueden aplicar.

## En lógica
El lógico y filósofo británico Bertrand Russell (1872-1970) usó esta suposición matemática para ilustrar el principio de que  cualquier conclusión se puede deducir de una proposición contradictoria.
Se dice que uno de sus estudiantes de filosofía le preguntó: «Imagine que usted piensa que 2+2=5, ¿se puede deducir que usted es el papa?». A lo cual Russell respondió: 

Supongamos que 2 + 2 = 5; Restemos 3 de cada uno de los miembros de la identidad; obtenemos 1 = 2. Por simple simetría, 1 = 2 implica que 2 = 1. Ahora, dado que el papa y yo somos dos personas distintas, y dado que 2 = 1, el papa y yo somos uno. Como resultado de ello, yo soy el papa.

## En literatura
El periodista británico George Orwell usó esta expresión en su libro 1984 como un ejemplo claro de los dogmas falsos dictados por el Gran Hermano. Es un claro contraste con la frase dos más dos es igual a cuatro, la cual resulta obvia, pero políticamente incorrecta. El protagonista de la novela, Winston Smith, se pregunta en las reflexiones de su diario si la opresión del Ingsoc puede llegar a ser tan grande que si el Estado afirma que "dos más dos igual a cinco", esto pasa inmediatamente a ser cierto. Debido a que Smith trabaja en una de las dependencias del Partido encargada de la manipulación de los registros históricos, él sabe que no sería extraño que esto sucediera. Luego concluye:

La libertad es poder decir libremente que dos y dos son cuatro. Si se concede esto, todo lo demás vendrá por sí solo.
George Orwell, 1984, parte primera, capítulo VII.

En los interrogatorios realizados en la Habitación 101, donde es torturado Smith, O'Brien, el principal antagonista de la novela e interrogador del Ministerio del Amor, le deja en claro que no importa en sí la percepción de la realidad física, ya que mientras el Partido controle la percepción mental, se actúa bajo los principios del doblepensar. Pese a que Smith insiste en que le es imposible pensar otra cosa, pues él sabe que dos más dos son cuatro, O'Brien responde:

Algunas veces sí, Winston; pero otras veces son cinco. Y otras, tres. Y en ocasiones son cuatro, cinco y tres a la vez.
 George Orwell, 1984, parte tercera, capítulo II.

Esta es una referencia de Orwell a la manipulación que se puede ejercer por parte de un movimiento político, tal como él lo viviría fielmente durante su carrera en la BBC cuando se familiarizó con los métodos de la propaganda nazi. Seis años antes de publicar 1984, Orwell escribe:

La teoría nazi de hecho niega específicamente que tal cosa como "la verdad" exista... El objetivo implícito de esta línea de pensamiento es un mundo de pesadilla en el que el líder, o alguna camarilla gobernante, controla no sólo el futuro sino también el pasado. Si el líder dice que tal o cual acontecimiento, "nunca ocurrió", bueno, eso nunca sucedió. Si dice que dos y dos son cinco, bueno, dos y dos son cinco. Esta perspectiva me asusta mucho más que las bombas.
George Orwell, «Mirando hacia atrás a la guerra civil española.» (otoño de 1942).